# Gaucelin Duèze
Gaucelin Duèze, Gaucelme o Gauscelin de Jean (Cahors, ? - Aviñón, 3 de agosto de 1348) fue un cardenal francés, sobrino del papa Juan XXII.
Nacido en Cahors en la familia emparentada por matrimonio con la del papa Juan XXII. Desde 1312 fue archidiácono de París. El papa Juan XXII, poco después de su elección, lo nombró vicecanciller de la Iglesia Católica, cargo que ocupó hasta el año 1319, y en su primer consistorio el 17 de diciembre de 1316 lo creó cardenal-presbítero de SS. Marcellino e Pietro. En 1317 junto con el cardenal Luca Fieschi intentó, sin éxito, mediar como legado papal entre Escocia e Inglaterra. En Escocia los legados fueron incluso detenidos durante algún tiempo debido a que se les consideraba parciales en favor de Inglaterra. En 1319 Gaucelin tuvo más éxito al arreglar una tregua entre Francia y Flandes.
En 1327 Juan XXII lo nombró obispo de Albano y gran penitenciario. Participó en los cónclaves de 1334 y 1342. Disfrutó de varios beneficios en Francia e Inglaterra. Intervino en el proceso por la controversia en la orden de los franciscanos en relación con al pobreza de Cristo y sus apóstoles.
Murió en Aviñón.